# Crosslauf-Europameisterschaften 2004
Die 11. Crosslauf-Europameisterschaften der EAA fanden am 12. Dezember 2004 in Heringsdorf (Deutschland) statt.
Südlich des im Naturpark Insel Usedom gelegenen Schloonsees war eine 1500 m lange Schleife eingerichtet worden, die sich auf 1000 m verkürzen ließ. Hinzu kamen ein Startbereich von 80 m und eine Zielgerade von 60 m. Die Männer bewältigten fünf große und zwei kleine Runden (9,64 km), die Frauen und Juniorinnen drei große und eine kleine Runde (5,64 km) und die Juniorinnen eine große und zwei kleine Runden (3,64 km).
Bei den Frauen wurde Frankreich nachträglich die Bronzemedaille für die Mannschaft zuerkannt, die ursprünglich an Deutschland gegangen war, nachdem Videoaufzeichnungen belegten, dass Fatiha Klilech-Fauvel auf Rang 30 statt auf Rang 31 eingelaufen war. Beim Punktegleichstand, der sich nun zwischen den beiden Teams ergab, entschied die bessere Platzierung der jeweils viertbesten Läuferin.

## Ergebnisse

### Männer

#### Einzelwertung
| Platz | Athlet                 | Land | Zeit (min) |
| ----- | ---------------------- | ---- | ---------- |
| 1     | Serhij Lebid           | UKR  | 27:31      |
| 2     | Juan Carlos de la Ossa | ESP  | 27:54      |
| 3     | Driss Maazouzi         | FRA  | 28:05      |
| 4     | Günther Weidlinger     | AUT  | 28:08      |
| 5     | Mounir El Housni       | FRA  | 28:14      |
| 6     | Mustapha Essaïd        | FRA  | 28:23      |
| 7     | Karl Keska             | GBR  | 28:23      |
| 8     | Umberto Pusterla       | ITA  | 28:24      |

Von 89 gemeldeten und gestarteten Athleten erreichten 85 das Ziel.
Weitere Teilnehmer aus deutschsprachigen Ländern:
- 29: Alexander Lubina (GER), 28:47
- 51: Martin Beckmann (GER), 29:13
- 56: Sebastian Hallmann (GER), 29:19
- 58: Oliver Mintzlaff (GER), 29:21
- DNF: Christian Güssow (GER)
- DNF: André Pollmächer (GER)

#### Teamwertung
| Platz | Land und Athleten                                                                 | Gesamtpunktzahl und Einzelplatzierung |
| ----- | --------------------------------------------------------------------------------- | ------------------------------------- |
| 1     | Frankreich Driss Maazouzi Mounir El Housni Mustapha Essaïd Mokhtar Benhari        | 28 03 05 06 14                        |
| 2     | Italien Umberto Pusterla Maurizio Leone Michele Gamba Gabriele De Nard            | 50 08 12 13 17                        |
| 3     | Vereinigtes Königreich Karl Keska Mohammed Farah Christopher Thompson Peter Riley | 63 07 15 18 23                        |

Insgesamt wurden 15 Teams gewertet. Die deutsche Mannschaft belegte mit 194 Punkten den elften Platz.

### Frauen

#### Einzelwertung
| Platz | Athletin            | Land | Zeit (min) |
| ----- | ------------------- | ---- | ---------- |
| 1     | Hayley Yelling      | GBR  | 18:06      |
| 2     | Justyna Bąk         | POL  | 18:07      |
| 3     | Joanne Pavey        | GBR  | 18:08      |
| 4     | Mihaela Botezan     | ROU  | 18:08      |
| 5     | Sabrina Mockenhaupt | GER  | 18:12      |
| 6     | Mónica Rosa         | POR  | 18:13      |
| 7     | Inês Monteiro       | POR  | 18:16      |
| 8     | Anikó Kálovics      | HUN  | 18:17      |

Von 76 gemeldeten und gestarteten Athletinnen erreichten 74 das Ziel.
Weitere Teilnehmerinnen aus deutschsprachigen Ländern und Regionen:
- 23: Luminita Zaituc (GER), 18:36
- 28: Susanne Ritter (GER), 18:43
- 41: Julia Viellehner (GER), 19:10
- 51: Agnes Tschurtschenthaler (ITA), 19:18
- 53: Stephanie Maier (GER), 19:19
- 62: Andrea Mayr (AUT), 19:35
- 68: Andreina Byrd (GER), 20:04

#### Teamwertung
| Platz | Land und Athletinnen                                                                | Gesamtpunktzahl und Einzelplatzierung |
| ----- | ----------------------------------------------------------------------------------- | ------------------------------------- |
| 1     | Portugal Mónica Rosa Inês Monteiro Anália Rosa Fernanda Ribeiro                     | 38 06 07 10 15                        |
| 2     | Vereinigtes Königreich Hayley Yelling Joanne Pavey Natalie Harvey Helen Clitheroe   | 44 01 03 13 27                        |
| 3     | Frankreich Maria Martins Rkia Chébili Fatiha Klilech-Fauvel Rodica Daniela Moroianu | 97 09 24 30 34                        |

Insgesamt wurden 13 Teams gewertet. Die deutsche Mannschaft kam mit 97 Punkten auf den vierten Platz.

### Junioren

#### Einzelwertung
| Platz | Athlet          | Land | Zeit (min) |
| ----- | --------------- | ---- | ---------- |
| 1     | Barnabás Bene   | HUN  | 16:18      |
| 2     | Jewgeni Rybakow | RUS  | 16:19      |
| 3     | Anatoli Rybakow | RUS  | 16:33      |

Von 108 gemeldeten Athleten gingen 107 an den Start, die alle das Ziel erreichten.
- 16: Moritz Waldmann (GER), 16:55
- 42: Stefan Eberhard (GER), 17:18
- 45: Ricardo Giehl (GER), 17:20
- 65: Johannes Raabe (GER), 17:32
- 68: Sven Praetorius (GER), 17:35
- 71: Paul Schmidt (GER), 17:37
- 84: Alexandre Roch (SUI), 17:47
- 87: Mathias Büschi (SUI), 17:51
- 95: Samuel Bumann (SUI), 18:08
- 97: Jann Tscharner (SUI), 18:10
- 98: Stefan Breit (SUI), 18:10
- 105: Loris Hutterli (SUI), 19:06

#### Teamwertung
| Platz | Land und Athleten                                                          | Gesamtpunktzahl und Einzelplatzierung |
| ----- | -------------------------------------------------------------------------- | ------------------------------------- |
| 1     | Russland Jewgeni Rybakow Anatoli Rybakow Stepan Kisseljow Alexei Tschistow | 42 02 03 15 22                        |
| 2     | Irland Mark Christie Andrew Ledwith Danny Darcy Jamie McCarthy             | 54 05 07 11 31                        |
| 3     | Vereinigtes Königreich Luke Gunn Adam Hickey Mark Buckingham Ryan McLeod   | 62 08 10 21 23                        |

Insgesamt wurden 18 Teams gewertet. Die deutsche Mannschaft kam mit 168 Punkten auf den neunten, die Schweizer Mannschaft mit 363 Punkten auf den 18. Platz.

### Juniorinnen

#### Einzelwertung
| Platz | Athletin       | Land | Zeit (min) |
| ----- | -------------- | ---- | ---------- |
| 1     | Binnaz Uslu    | TUR  | 11:33      |
| 2     | Ancuța Bobocel | ROU  | 11:42      |
| 3     | Marta Romo     | ESP  | 11:46      |

Von 89 gemeldeten und gestarteten Athletinnen erreichten 87 das Ziel.
Teilnehmerinnen aus deutschsprachigen Ländern:
- 7: Verena Dreier (GER), 11:53
- 27: Nadia Hamdouchi (GER), 12:12
- 29: Regina Schnurrenberger (GER),
- 32: Eva-Maria Stöwer (GER), 12:13
- 41: Deborah Büttel (SUI), 12:24
- 46: Estelle Oberson (SUI), 12:30
- 67: Kerstin Marxen (GER), 12:51
- 71: Lemi Leisibach (SUI), 12:56
- 74: Cornelia Schwennen (GER), 12:59
- 76: Louisa Welbergen (SUI), 13:00
- 85: Vivianne Bongard (SUI), 13:24
- DNF: Astrid Leutert (SUI)

#### Teamwertung
| Platz | Land und Athletinnen                                                             | Gesamtpunktzahl und Einzelplatzierung |
| ----- | -------------------------------------------------------------------------------- | ------------------------------------- |
| 1     | Rumänien Ancuța Bobocel Larisa Arcip Cătălina Oprea Paula Todoran                | 51 02 15 16 18                        |
| 2     | Vereinigtes Königreich Claire Holme Rosie Smith Jennifer Pereira Katrina Wootton | 64 10 12 19 23                        |
| 3     | Russland Wiktorija Iwanowa Regina Chamsina Wiktorija Charitonowa Galina Maximowa | 68 09 11 14 34                        |

Insgesamt wurden 15 Teams gewertet. Die deutsche Mannschaft kam mit 95 Punkten auf den fünften, die Schweizer Mannschaft mit 234 Punkten auf den 14. Platz.